# Leech
"Leech"  é o décimo quarto single da banda japonesa de rock visual kei The Gazette, lançado em 12 de novembro de 2008 pela King Records no Japão e pela JPU Records na Europa. Além de fazer parte do álbum de estúdio Dim (2009), a canção foi incluída nos álbuns de compilação Traces Best of 2005-2009 (2011) e Heterodoxy -Divided 3 Concepts- (2022).

## Visão geral
Nove meses depois do single anterior "Guren", "Leech" foi lançado em duas edições: a "Optical Impression" e "Auditory Impression". A primeira edição inclui as músicas "Distorted Daytime" e "Leech" acompanhado de seu videoclipe. A segunda possui uma faixa bônus, "Hole". Três dias depois do lançamento, a banda resolveu fazer um show surpresa na estação de Shinjuku. Com a aparição de mais de 7 mil pessoas, a apresentação foi interrompida pela polícia após a segunda música.
A turnê nacional em promoção ao single ocorreu por todo o mês de outubro de 2008 sob o nome de From the Distorted City.

## Estilo musical e temas
O site CD Journal afirmou que "Leech" é uma faixa com uma "melodia delicada acima de um som pesado", também mencionando que a canção possui uma "mensagem intensa que penetra profundamente".

## Desempenho comercial
Com o single anterior chegando a terceira posição, "Leech" foi o primeiro single da banda a estrear em segundo lugar na Oricon Singles Chart semanal, permanecendo na parada por dez semanas. Já na parada diária da Oricon, ficou em 1° lugar no dia de lançamento. Na parada da Tower Records Japanese Rock & Pops Single também conquistou a primeira posição.
Vendeu 53,064 cópias enquanto esteve na parada, se tornando o segundo single mais vendido da banda, atrás apenas de "Shiver".

## Faixas
Auditory Impression
| N.º            | Título              | Duração |  |
| 1.             | "Leech"             | 4:12    |  |
| 2.             | "Distorted Daytime" | 3:51    |  |
| 3.             | "Hole"              | 3:13    |  |
| Duração total: | Duração total:      | 11:16   |  |

Optical Impression
| Disco um (CD) |                     |         |  |
| N.º           | Título              | Duração |  |
| 1.            | "Leech"             | 4:12    |  |
| 2.            | "Distorted Daytime" | 3:51    |  |

| Disco dois (DVD) |                      |         |  |
| N.º              | Título               | Duração |  |
| 1.               | "Leech" (Videoclipe) |         |  |